# Маэдзава, Юсаку
Юсаку Маэдзава (англ. Maezawa Yūsaku, яп. 前澤 友作 род. 22 ноября 1975, Камагая, Тиба) — японский предприниматель-миллиардер и коллекционер произведений искусства. По состоянию на май 2017 года, по оценкам Forbes, он имеет чистую стоимость активов в 3,6 миллиарда долларов и является 14-м богатейшим человеком в Японии. Космический турист, проходил подготовку к 12-суточному полёту на транспортном космическом корабле «Союз МС-20», запуск которого к МКС состоялся с космодрома Байконур 8 декабря 2021 года.

## Ранние годы
В 1991 году Маэдзава поступил в Waseda Jitsugyo High School, где вместе с одноклассниками основал группу Switch Style, в которой играл на ударных. В 1993-м группа выпустила свой первый EP. После окончания школы он решил не идти в колледж; вместо этого он вместе со своей девушкой переехал в США, где начал коллекционировать компакт-диски и пластинки. Когда он вернулся в Японию в 1995-м, его коллекция стала основой для его первой компании, продававшей импортные альбомы и CD посредством почты.

## Бизнес-деятельность
В 1998-м, на основе своего бизнеса по продаже аудиозаписей, Маэдзава основал компанию Start Today. В том же году его группа подписала контракт с BMG Japan. К 2000-му Start Today перешла на онлайн-платформу, начала продавать одежду и стала публичной компанией. В 2001-м Маэдзава объявил о перерыве в своей музыкальной карьере. В 2004-м Start Today запустила сайт по продаже одежды Zozotown, и шесть лет спустя Start Today стала публично торгуемой компанией на Tokyo Stock Exchange.
В 2016-м Маэдзава представил ZOZO — марку индивидуально пошитой одежды, и ZOZOSUIT — автоматизированную систему для снятия мерок в домашних условиях.
В 2017-м Маэдзава получил орден Искусств и литературы степени офицера, от министра культуры Франции Одри Азуле.

## Contemporary Art Foundation
Маэдзава является основателем фонда современного искусства Contemporary Art Foundation, который он открыл в 2012 году с целью «поддержки молодых художников как основу следующего поколения современного искусства.» Дважды в год Contemporary Art Foundation проводит выставки. В 2016-м Маэдзава привлёк значительное внимание прессы покупкой безымянной работы Jean-Michel Basquiat за рекордную сумму 57,3 миллиона долларов США. В мае 2017-го он побил рекорд, купив ещё одну работу того же художника за 110,5 миллионов долларов. Согласно Сотбис эта цена была самой высокой ценой заплаченной на аукционе за работу созданную после 1980 года и за любую работу американского художника. Остальные четыре работы Basquiat продававшиеся на том же аукционе ушли в сумме за 20 млн долларов. На том же аукционе в 2016 году Маэдзава купил работы Bruce Nauman, Alexander Calder, Richard Prince и Jeff Koons, потратив в общей сложности 98 миллионов долларов за два дня.
Маэдзава планирует открыть музей современного искусства в Тибе, в котором будет выставляться его коллекция.

## Планы по космическим полётам
В сентябре 2018 года было объявлено, что Mаэдзава станет первым коммерческим пассажиром, совершившим облёт вокруг Луны. Предполагалось, что он полетит на борту ракеты Starship компании SpaceX, на тот момент находившейся в разработке. Полёт был намечен на период не ранее 2023 года продолжительностью почти шесть дней. Сообщалось, что с ним полетят от 10 до 12 членов команды, отобранных по двум критериям: «Остались лишь два критерия: кандидат должен „использовать полёт для своей работы в интересах людей и общества“ и „быть готовым поддерживать других членов экипажа, разделяющих те же устремления“» в рамках созданного им арт-проекта #dearMoon. В 2024 году проект был официально отменён.
В мае 2021 года компания Space Adventures объявила о начале подготовки к полёту на МКС Юсаку Маэдзавы и его ассистента Йозо Хирано на корабле «Союз МС-20». Длительность космического полёта предполагалась 12 дней. Командиром экипажа был выбран космонавт Роскосмоса Александр Мисуркин. В июне 2021 года экипаж приступил к предполётной подготовке в Центре подготовки космонавтов им. Ю. А. Гагарина.

## Полёт
8 декабря 2021 года, в 10:38:15 по московскому времени, с площадки № 31 космодрома Байконур состоялся успешный пуск ракеты-носителя «Союз-2.1а» с пилотируемым кораблем «Союз МС-20». В составе экипажа: космонавт Роскосмоса Александр Мисуркин (командир корабля) и два участника 20-й экспедиции посещения МКС — Юсаку Маэдзава и его ассистент Ёдзо Хирано. Полёт «Союз МС-20» проходил по четырёхвитковой схеме сближения с Международной космической станцией. Стыковка корабля с МКС была произведена в 16:40:44 по московскому времени в автоматическом режиме. По окончании проверки герметичности стыка между космическим кораблём и модулем «Поиск» экипаж корабля перешёл на борт МКС.
19 декабря экипаж покинул МКС, закрыл люки на корабле и приготовился к расстыковке. 20 декабря в 02:50 мск «Союз МС-20» отстыковался от станции. В 05:18 мск двигательная установка корабля включилась на торможение. После этого «Союз» разделился на отсеки и вошёл в плотные слои атмосферы, затем над спускаемым аппаратом раскрылся основной парашют. Спускаемый аппарат пилотируемого корабля «Союз МС-20» приземлился в 148 км юго-восточнее от города Жезказган в Казахстане.